# Wolfgang Freyberg

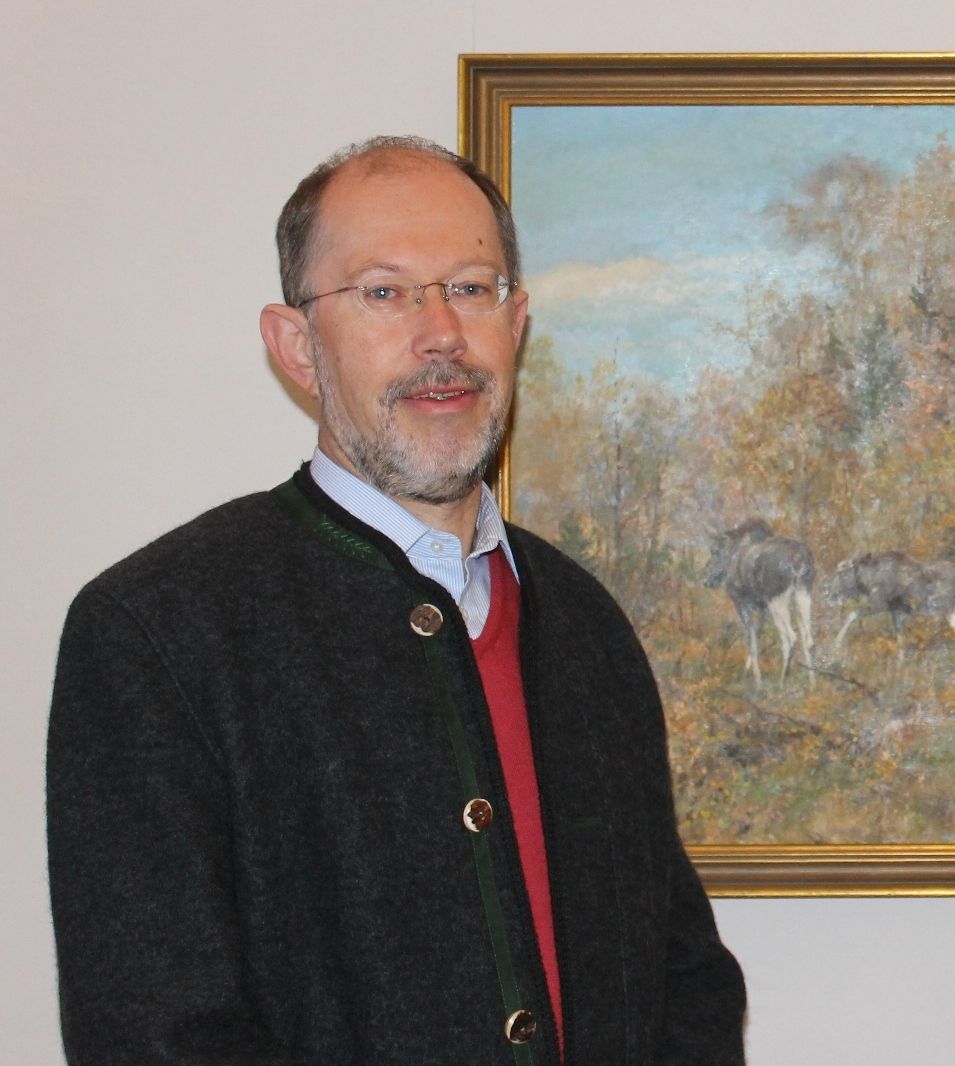
Wolfgang Freyberg

Wolfgang Freyberg (* 12. April 1956 in Göttingen) ist ein deutscher Historiker und Slavist. Von Februar 1985 bis Ende 2022 leitete er das Kulturzentrum Ostpreußen in Ellingen. Sein Nachfolger ist Gunter Dehnert.

## Leben
Freyberg beendete seine Schulzeit 1975 mit bestandener Reifeprüfung am Felix-Klein-Gymnasium in Göttingen. Er absolvierte von 1975 bis 1981 ein Studium der Geschichte, des Russischen sowie der Politischen Wissenschaften an der Georg-August-Universität Göttingen. Das Erste und das Zweite Staatsexamen legte er 1981 und 1983 ab. Während seiner Studienzeit arbeitete Freyberg von 1978 bis 1981 als studentischer Geschäftsführer des Göttinger Bildwerks e. V., eines Archivs historischer Bilddokumente aus den Ostgebieten des Deutschen Reiches. Von Februar 1985 bis Ende 2022 leitete Freyberg das Kulturzentrum Ostpreußen in der Residenz Ellingen. Parallel dazu war er seit 1994 Leiter der Geschäftsstelle der Ostpreußischen Kulturstiftung.
Im Kulturzentrum Ostpreußen hat Freyberg eine Vielzahl von Sonder- und Wanderausstellungen konzipiert, geplant und durchgeführt und eine ganze Reihe von Publikationen herausgegeben. Viele Vorträge zu kulturhistorischen Themen wie über den Deutschen Orden, die Salzburger Exulanten und die Vogelwarte Rossitten sowie über Bernstein in ganz Deutschland ergänzen seine Tätigkeit.
Von 1988 bis 1992 wurde unter der Leitung von Freyberg das Kulturzentrum mit der Einrichtung neuer Räume erheblich ausgebaut. Zahlreiche Einzelexponate, aber auch komplette Sammlungen konnten für die neue Dauerausstellung beschafft werden. Insgesamt umfasst die Einrichtung, einschließlich Archiv und Bibliothek, heute insgesamt 1500 m² Nutzfläche.
Seit dem Zusammenbruch des Ostblocks widmete sich Freyberg verstärkt der Zusammenarbeit mit polnischen, russischen und litauischen Einrichtungen, wie etwa dem Kaliningrader Bernsteinmuseum und dem Stadtmuseum im  Friedländer Tor in Königsberg/Kaliningrad, dem Schloßmuseum Marienburg/Malbork und dem Haus Kopernikus in Allenstein/Olsztyn sowie dem Museum für die Geschichte Preußisch Litauens in Memel/Klaipėda. Seit 2005 konnte Freyberg eine Reihe von zweisprachigen Dauerausstellungen in Stuhm/Sztum, Saalfeld/Zalewo, Pr. Holland/Pasłęk, Lyck/Ełk, Goldap/Gołdap, Lötzen/Giżycko, Rosenberg/Susz, Johannisburg/Pisz und Rastenburg/Kętrzyn einrichten. Seit dem Jahre 2007 ist er Mitglied im Beirat sowie im Kuratorium der Stiftung Deutsche Kultur im östlichen Europa – OKR, Bonn. Seit 2016 ist er Mitglied der Historischen Kommission für ost- und westpreußische Landesforschung. Freyberg besitzt umfassende Sprachkenntnisse in Englisch, Russisch, Französisch und Bulgarisch.

## Veröffentlichungen
- Allenstein – Stadt unserer Jugend. Kulturzentrum Ostpreußen. Ellingen 2013.
- mit Wiesław Roman Gogan: Trakehnen, ein Pferdeparadies, 2., überarbeitete und erweiterte Auflage. Kulturzentrum Ostpreußen. Ellingen 2017.

## Auszeichnungen
- 2010: Goldenes Ehrenzeichen der Landsmannschaft Ostpreußen (anlässlich seines 25-jährigen Dienstjubiläums)